# Oroscopa concha
Oroscopa concha là một loài bướm đêm trong họ Erebidae.